# 佐賀県道236号唐津停車場線
佐賀県道236号唐津停車場線（さがけんどう236ごう からつていしゃじょうせん）は、佐賀県唐津市を通る一般県道である。

## 概要
唐津市新興町から唐津市西城内に至る。

### 路線データ
- 起点：佐賀県唐津市新興町（JR九州唐津線・筑肥線 唐津駅前）
- 終点：佐賀県唐津市西城内（唐津市役所前交差点、佐賀県道347号虹の松原線交点）

## 地理

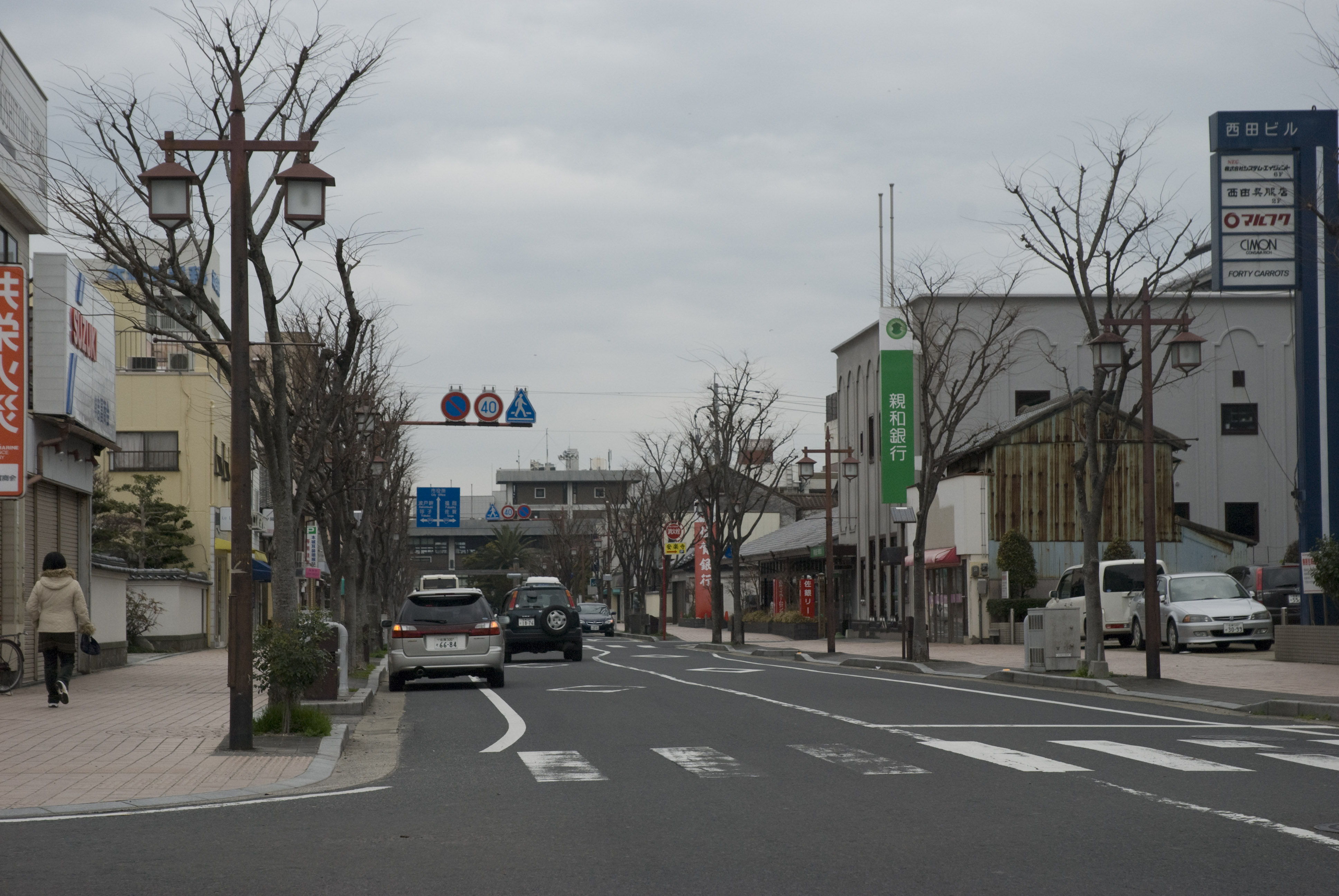
唐津市役所方面

### 通過する自治体
- 唐津市

### 交差する道路
| 交差する道路            | 交差する場所 | 交差する場所              |
| ----------------------- | ------------ | ------------------------- |
| 佐賀県道347号虹の松原線 | 西城内       | 唐津市役所前交差点 / 終点 |

### 沿線
- JR九州唐津線・筑肥線 唐津駅
- 唐津市役所
- 唐津大手口バスセンター